# Cześnicy radomscy
Cześnicy radomscy – chronologiczna lista osób piastujących urząd cześnika radomskiego.

## Cześnicy
- Remigian Mikułowski 1726-1730
- Łukasz Dunin-Szpot 1730-1742
- Mikołaj Dunin 1750-1752
- Michał Jaksa-Bąkowski 1755-1764
- Roch Romer 1764-1768
- Łukasz Moszyński 1768
- Michał Jagniątkowski 1768-1785
- Andrzej Dunin-Wąsowicz 1785-1788
- Cyprian Dunin-Wąsowicz 1788-1793
- Joachim (Jan) Kochanowski 1793

## Życiorys
- Sebastian Piątkowski, w: Radom - poznać i zrozumieć historię swojego miasta, Radom 2008, s. 109.